# قورباغه دیوانه
قورباغه دیوانه (به انگلیسی: Crazy Frog) یک شخصیت موزیسین انیمیشنی است که در یک فروشگاه صدای زنگ بر پایه The Annoying Thing، یک انیمیشن کامپیوتری توسط Erik Wernquist ساخته شد.نام. توسط پخش کننده صدای زنگِ Jamba! به بازار آمد، انیمیشن آن در اصل برای هماهنگی با یک افکت صدا توسط Daniel Malmedahl ساخته شد. Crazy Frog با تک‌آهنگ remix of Axel F در سراسر جهان گسترش پیدا کرد، آهنگی که در انگلیس، ترکیه، نیوزلند، استرالیا و بیشتر اروپا نامبر وان شد. بعد از آن هم آلبوم Crazy Frog Presents Crazy Hits و آهنگ دوم آن Popcorn در سراسر جهان به موفقیت رسید، و یک آلبوم دوم با عنوان Crazy Frog Presents More Crazy Hits در سال ۲۰۰۶ منتشر شد. Crazy Frog هم چنین مقداری کالا، اسباب بازی و دو بازی ویدئویی منتشر کرد که در ایران نیز به بازار آمد. قورباغه دیوانه در یوتویوب حدود ۹ میلیون دنبال کننده دارد و ویدئو های آن حدود ۴ میلیارد بازدید خورده است.

## آلبوم‌ها
- Crazy Frog Presents Crazy Hits (۲۰۰۵)
- Crazy Frog Presents Crazy Hits: Crazy Xmas Edition (۲۰۰۵)
- Crazy Frog Presents More Crazy Hits (۲۰۰۶)
- Crazy Frog Presents More Crazy Hits (Ultimate Edition) (۲۰۰۶)

## تک‌آهنگ‌ها
۲۰۰۵
“Axel F”
“Popcorn”
“Jingle Bells/U Can’t Touch This”
۲۰۰۶
“We Are the Champions (Ding a Dang Dong)”
“Last Christmas”
۲۰۰۷
“Crazy Frog in the House”

## ویدئوها
- Axel F
- Popcorn
- We Are The Champions (Ding a Dang Dong)
- Crazy Frog In The House (Knightrider)
- Clip Of Pump Up the Jam
- Clip of Copa Banana
- Clip of Jingle Bells / Last Christmas
- The Making of the Crazy Frog Videos